# Potres v Indijskem oceanu (2004)
Potres v Indijskem oceanu leta 2004 je bil zelo močan podvodni potres magnitude 9,0, ki je 26. decembra 2004 hudo prizadel države ob Indijskem oceanu.
Število žrtev je preseglo 220.000, po nekaterih ocenah pa tudi čez 300.000. 

## O potresu
Glavni sunek se je zgodil 26. decembra 2004 ob 00:58:53 UTC (07:58:53 po krajevnem času v Džakarti in Bangkoku). Cunamiji, ki so mu sledili so opustošili obale Indijskega oceana na Šrilanki, jugovzhodni Indiji, Indoneziji, Tajski, Maleziji, Maldivih in Mjanmarju.
To je bil največji potres na Zemlji od 9,2 stopenjskega potresa na Aljaski (27. marec 1964). Stotisoče ljudi je umrlo zaradi do 15 m visokih cunamijev, ki so zalili obalna področja 15 minut do 10 ur kasneje in povzročili eno od največjih katastrof v moderni zgodovini.
Cunamiji so dosegli celo Somalijo in druge države na vzhodni obali Afrike, 4.500 km stran od epicentra. Najbolj oddaljena zabeležena žrtev se je zgodila v Port Elizabethu v Južnoafriški republiki, 8.000 km od epicentra.
Valovi so se razširili tudi v Tihi ocean in povzročili motnje v plimovanju v severni in južni Ameriki.

## Število žrtev
| Država                 | Mrtvi                                        | Mrtvi    | Ranjeni  | Pogrešani | Brezdomci    |
| Država                 | Potrjeno                                     | Ocenjeno | Ranjeni  | Pogrešani | Brezdomci    |
| ---------------------- | -------------------------------------------- | -------- | -------- | --------- | ------------ |
| Indonezija             | 166.000                                      | —        | 100.000+ | 10.000+   | 100.000      |
| Šrilanka               | 39.000                                       | —        | 16.000+  | 23.000+   | 570.000      |
| Indija                 | 11.000                                       | 6.000+   | —        | 5.600     | 400.000      |
| Tajska                 | 5.300                                        | 11.000   | 8.500    | 4.500     | 29.000+      |
| Somalija               | 150+                                         | —        | —        | —         | 5.000+       |
| Mjanmar                | 60 Arhivirano 2004-12-30 na Wayback Machine. | —        | —        | —         | 3.000        |
| Malezija               | 74                                           | —        | 183      | 6         | —            |
| Maldivi                | 82                                           | —        | —        | 30        | 12.000       |
| Tanzanija              | 10                                           | —        | —        | —         | —            |
| Sejšeli                | 10                                           | —        | —        | 7         | —            |
| Bangladeš              | 2                                            | —        | —        | —         | —            |
| Kenija                 | 2                                            | —        | —        | —         | —            |
| Republika Južna Afrika | 1                                            | —        | —        | —         | —            |
| Madagaskar             | 0                                            | —        | —        | —         | 1.200        |
| Skupaj                 | 221.000                                      | 240.000  | 125.000  | 43.000+   | 1.5 milijona |

## Pomoč žrtvam
Že kmalu po dogodku je začela prihajati pomoč v različnih oblikah, ko pa so se razkrile razsežnosti katastrofe, so države in posamezniki zelo povečali donacije. Posledica obilne pomoči tem območjem pa je bilo zmanjšanje pomoči drugim območjem sveta, ki zaradi neugodnega stanja tudi sicer prejemajo podporo.